# Petr Apian
Petr Apian, latinsky Petrus Apianus, (16. dubna 1495 Leisnig – 21. dubna 1552 Ingolstadt) byl německý matematik, astronom a kartograf.

## Život
Narozen v Sasku, studoval v Lipsku a ve Vídni. Zasloužil se o zdokonalování měřicích přístrojů, v roce 1524 vydal dílo Cosmographicus liber, které se stalo uznávané na poli navigace a astronomie. Později byl povolán na univerzitu do Ingolstadtu, kde působil do své smrti jako matematik a tiskař; kvůli své práci se stal oblíbencem císaře Karla V.
Je po něm nazván jeden z kráterů na Měsíci nebo planetka pod číslem 19139.

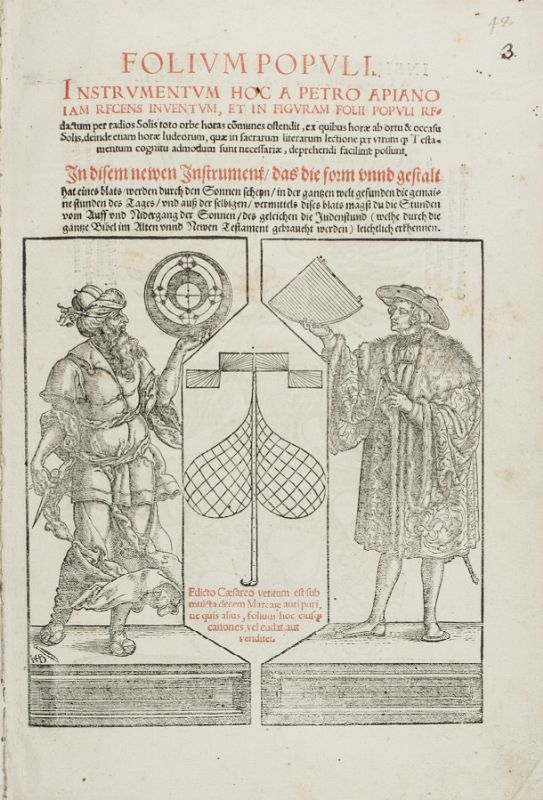
Folium populi, 1533